# Murygino (rejon poczinkowski)
Murygino (ros. Мурыгино) – wieś (ros. деревня, trb. dieriewnia) w zachodniej Rosji, centrum administracyjne osiedla wiejskiego Muryginskoje rejonu poczinkowskiego w obwodzie smoleńskim.

## Geografia
Miejscowość położona jest przy drodze federalnej R120 (Orzeł – Briańsk – Smoleńsk – Witebsk), 13 km od centrum administracyjnego rejonu (Poczinok), 37 km od stolicy obwodu (Smoleńsk).
W granicach miejscowości znajdują się ulice: Centralnaja, Mołodiożnaja, Szkolnaja.

## Demografia
W 2010 r. miejscowość zamieszkiwało 710 osób.